# Персефона
Персефона (на старогръцки: Περσεφόνη, Περσόφαττα, Persephone) в древногръцката митология е дъщеря на Деметра (или на Стикс) и Зевс.
Тя е царицата на Подземното царство (Аид), съпругата на неговия господар Хадес и образът й е свързан с посещенията в неговите владения на героите Херакъл, Орфей, Тезей и Пиритой. За неин любовник сред смъртните хора е считан Адонис.
В римската митология е наричана Прозерпина (в нея нейна майка е Церера, а неин съпруг – Плутон). Под името Кора е представяна като майка на Аион (Еон), бог на Вечността. Като неин син в митологията на древните траки присъства Загрей.
Персефона е почитана по време на Елевзинските мистерии (елемент от култа към Деметра). Според легендата за възникването на тези празненства, Хадес се влюбва в Персефона и с позволението и дори подтика на Зевс, но без знанието и против волята на Деметра, отвлича богинята девойка, докато събира цветя в равнината Ниса (на остров Сицилия). Персефона  е търсена след това от Деметра, в течение на десет дни и десет нощи, но така и никъде не е намерена, докато на помощ не ѝ се притича богът на Слънцето – Хелиос, който от висините на небето става свидетел на похищението на Персефона. Безутешна и чувствайки се безпомощна пред волята на Зевс и Хадес, тя се оттегля от Олимп и се приютява в Елевзина (на брега на Сароническия залив). Там тя, загърбвайки обичайните за нея божествени действия, осигуряващи плодородие по Земята, се отдава на скръбта си по изгубената си дъщеря. Поради това, според преданието, в това време настъпва ужасна суша и Зевс, неспособен да се пребори с нея без Деметра, решава да се опита да върне дъщеря им при нея. Хадес, отначало сякаш е готов да я пусне, но на раздяла я черпи със зрънца от нар, символ на брачната им обвързаност. След като ги изяжда, Персефона вече не може да напусне Аид завинаги (широко разпространена митологична тема е, че всеки, който опита храна от Подземния свят не може да се върне обратно при живите). Въпреки това, в изпълнение на уговорката на двамата богове, тя се връща при майка си Деметра, обаче с обещанието да я напусне пак и отново да се върне при Хадес. Зевс разделя времето на Персефона на ежегодно спазвани периоди – 3 месеца тя прекарва в компанията на майка си (въобще – напролет), останалото време е със съпруга си.